# Micrommata virescens
Espèce
Synonymes
- Araneus virescens Clerck, 1757
- Araneus roseus Clerck, 1757
- Aranea ornata Walckenaer, 1802 nec Sulzer, 1776
- Aranea viridissima De Geer, 1778
- Aranea smaragdula Fabricius, 1793
- Sparassus fulvus Simon, 1868
- Micrommata viridissima valvulata Franganillo, 1913

Micrommata virescens, le Micrommate émeraude est une espèce d'araignées aranéomorphes de la famille des Sparassidae.

## Distribution
Cette espèce se rencontre en zone paléarctique.

## Habitat
On la trouve dans les buissons, les endroits humides et abrités mais aussi dans la canopée.

## Description

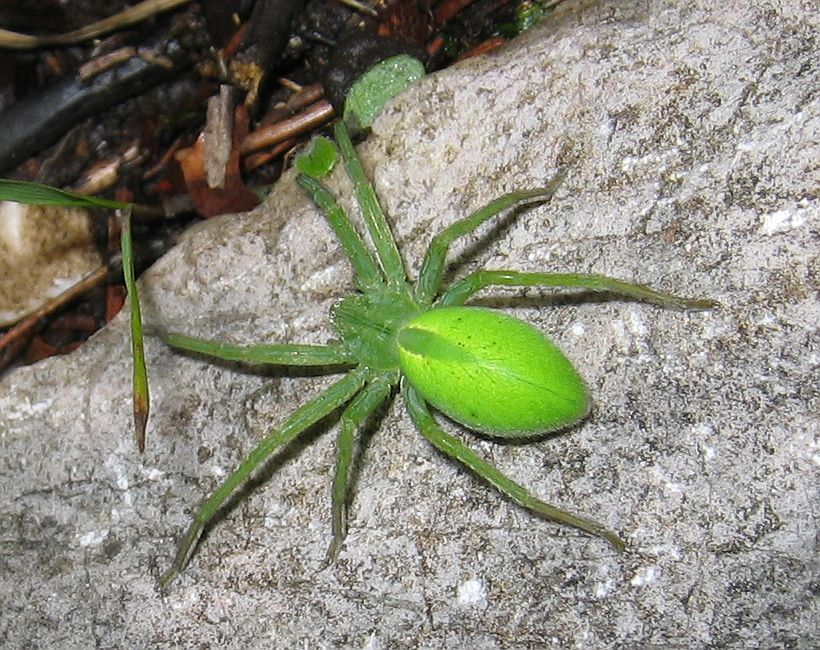
Micrommata virescens ♀

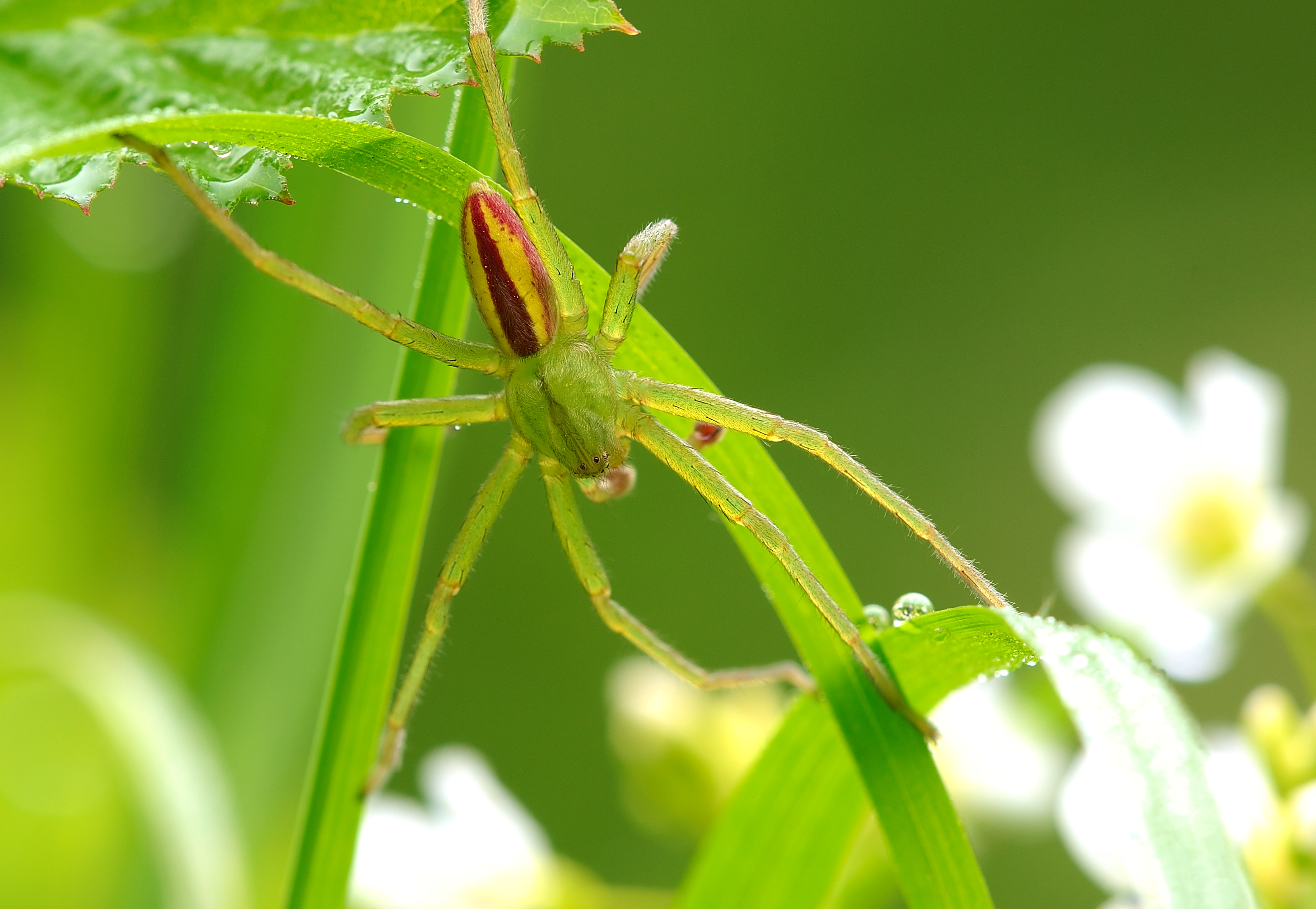
Micrommata virescens ♂

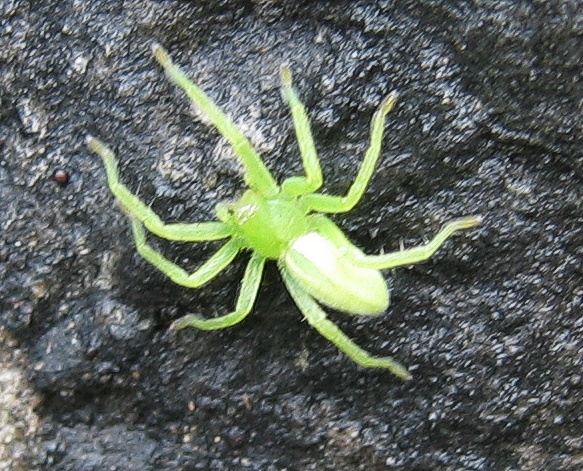
Micrommata virescens ♀ des Alpes de Lechtal à 1500 m

Les mâles mesurent de 7 à 10 mm et les femelles de 12 à 16,6 mm. Le céphalothorax de la femelle est vert sombre alors que son opisthosome est vert jaune vif avec une tache cardiaque plus sombre. Les yeux sont cerclés de poils blancs. Le céphalothorax et les pattes du mâle sont vert foncé et son abdomen est lie de vin avec deux bandes jaunes longitudinales. Les juvéniles sont jaune pâle ou brunes et deviennent progressivement vertes avec les mues. Le mâle ne prend sa coloration que lors de la dernière mue. Les immatures ont la coloration de la femelle.

## Éthologie
Cette espèce ne tisse pas de toile et chasse les insectes dans la végétation où son camouflage est parfait.

## Liste des sous-espèces
Selon World Spider Catalog (version 17.5, 19/01/2017) :
- Micrommata virescens ornata (Walckenaer, 1802)
- Micrommata virescens virescens (Clerck, 1757)

## Publications originales
- Clerck, 1757 : Svenska spindlar, uti sina hufvud-slågter indelte samt under några och sextio särskildte arter beskrefne och med illuminerade figurer uplyste. Stockholmiae, p. 1-154.
- Walckenaer, 1802 : Faune parisienne. Insectes. ou Histoire abrégée des insectes de environs de Paris. Paris vol. 2, p. 187-250.